# Bill Hicks
Bill Hicks, właśc. William Melvin Hicks (ur. 16 grudnia 1961, zm. 26 lutego 1994) – amerykański komik i satyryk. Często uważany był za niepoprawnego politycznie ze względu na ostry język jego występów, otwarte popieranie używek, w tym narkotyków oraz zachęcanie do samodzielnego myślenia. Kariera Billa została przerwana ciężką chorobą (rak trzustki) w połowie 1993 roku i nagłą śmiercią w lutym 1994. Pośmiertnie udało mu się jednak uzyskać o wiele większą sławę, a inni komicy ogłosili go 13. Najlepszym Komikiem w Historii w głosowaniu brytyjskiego Kanału 4 Komik Komików.

## Życie prywatne
Urodzony w Valdoście, z rodzicami i dwójką rodzeństwa przenosił się z Florydy, Alabamy i New Jersey, zanim osiadł w Houston w wieku 7 lat. Wychowywany blisko Kościoła, lecz podczas niedzielnych spotkań wygłupiał się przed innymi dziećmi.
Zainteresował się komedią już jako nastolatek. Rodzice zaniepokojeni jego zachowaniem zaprowadzili go do psychoterapeuty, a ten zażartował, że być może to oni potrzebują terapii bardziej niż ich syn. W początkowym okresie kariery zaczęły się jego problemy z narkotykami i alkoholem. W jednym z okresów swojego życia spotkał Colleen McGarr, która została jego dziewczyną, a potem narzeczoną.

## Kariera

### Wczesne lata
We wczesnych latach wzorował się na Woodym Allenie, jego pierwsze występy miały miejsce w 1978 w Comedy Workshop w Houston. Był on wówczas na tyle młody, że potrzebował specjalnego zezwolenia na wejście do klubu. Po skończeniu liceum zamieszkał w Kalifornii i zaczął występy w Comedy Store. W tym samym czasie występowali tam Jay Leno oraz Jerry Seinfeld.

### Kalifornia i Nowy Jork
W 1986, kiedy Hicks był w bardzo trudnej sytuacji materialnej, udało mu się wystąpić u Rodney Dangerfielda w Programie Specjalnym z młodymi komikami, co dźwignęło go z problemów finansowych. Przeniósł się też do Nowego Jorku i przez następne 5 lat dawał około 300 pokazów rocznie. W 1989 wyszła pierwsza taśma Billa, Świadomy człowiek. W 1990 wydał swój pierwszy album Niebezpieczny, wystąpił w programie specjalnym HBO One Night Stand i przed publicznością festiwalu Tylko dla śmiechu w Montrealu. Występował także w londyńskim Teatrze West End w listopadzie. Bill odniósł duży sukces na Wyspach i pozostawał tam do 1991. Nagrał też drugi album Nieugięty. W listopadzie 1992 znowu odwiedził wyspy i nagrał tam wideo Apokalipsa dla Channel 4. Nagrał też podwójny album Zbawienie i w początkach 1993 przeniósł się do Los Angeles.

### Choroba i śmierć
W kwietniu 1993, podczas podróży po Australii, Hicks zaczął narzekać na bóle w boku i 16 czerwca zdiagnozowano u niego raka trzustki, który dał przerzuty do wątroby. Jednocześnie z podjętym leczeniem nagrał album Zatoka Arizona. W czasie swoich ostatnich występów lubił żartobliwie sugerować widzom, że przyszli na ostatni show. Karierę Billa Hicks'a zwieńczył występ z 6 stycznia 1994, który miał miejsce w klubie Caroline's Comedy Club w Nowym Jorku. Potem przeniósł się do rodziców, gdzie oczekiwał śmierci i 26 lutego o 11:20 zmarł. Został pochowany w rodzinnej katakumbie. Prosił też o przekazanie fanom swoich ostatnich słów:

Odchodzę w miłości, śmiechu, i z prawdą i gdziekolwiek prawda, miłość i śmiech trwają razem, tam jestem duchem.

## Styl
Sam siebie określał jako Chomskiego z "dowcipami o fiutach". Świadomie używał czarnego humoru, krytykował pop, a ludzi zaangażowanych w jego tworzenie i marketing nazywał "sługami Szatana", którzy próbują otumaniać ludzi. Grał na emocjach publiczności, nawiązywał z nią świetny kontakt, na scenie często towarzyszył mu też papieros – charakterystyczny "rekwizyt". Poruszał tematy o społeczeństwie, religii, polityce, i konsumpcjonizmie. Zdarzało mu się też mówić o zamachu na Johna F. Kennedy’ego. Wyśmiewał Raport Komisji Warrena i wersję z Lee Harvey Oswaldem jako samotnym strzelcem. Niektóre z występów kończył taką imitacją zabójstwa własnej osoby i padał na scenę. Zapytany o własny pogląd na swoją twórczość w wywiadzie dla BBC powiedział kiedyś: "Spotykamy się w połowie drogi: to jest klub nocny, a to są dorośli ludzie".